# Rivage (Stavelot)
Ne doit pas être confondu avec Rivage (Sprimont).
Rivage est un hameau belge faisant partie de la commune et ville de Stavelot dans la province de Liège en Région wallonne.
Avant la fusion des communes de 1977, Rivage faisait partie déjà de la commune de Stavelot.  

## Situation
Ce hameau ardennais se situe à flanc de colline dans un environnement de pâturages entre le hameau de Masta situé au sud dans la vallée du Ru Stave et le lieu-dit de Blanchimont implanté au sommet du circuit de Spa-Francorchamps.

## Patrimoine
L'imposante ferme-château de Rivage est construite en moellons de grès. En outre, elle possède un porche et une tour ronde. On dénombre aussi dans le hameau plusieurs anciennes fermettes blanches comprenant des colombages.